# مرغ تقلیدگر
مرغ تقلیدگر یا مرغ مقلد نام عمومی دسته‌ای از گنجشک‌سانان جهان جدید از خانواده Mimidae است. این پرندگان عادت به تقلید صدای دیگر پرندگان و حشرات و دوزیستان را دارند. ۱۷ گونه مختلف از این خانواده شناخته شده‌است.